# Giáo hoàng Biển Đức VIII
Biển Đức VIII (Latinh: Benedictus VIII) là vị giáo hoàng thứ 143 của Giáo hội Công giáo.
Theo niên giám tòa thánh năm 1806 thì ông đắc cử Giáo hoàng vào năm 1012 và ở ngôi Giáo hoàng trong 11 năm 9 tháng. Niên giám tòa thánh năm 2003 xác định triều đại của ông kéo dài từ ngày 18 tháng 5 năm 1012 cho tới ngày 9 tháng 4 năm 1024.
Giới quý tộc Ý vẫn còn chi phối ngôi Giáo hoàng. Giáo hoàng Benedictus VIII sinh tại Rôma, Người Ý, tên gọi là Theophylakt II, ông là người của hoàng tộc Tusculum có nhiều thế lực.
Người ta cho rằng ông nhờ hối lộ công khai mà được chức vị Giáo hoàng; sự trạng này gọi là "simonie," tức là mua bán chức thánh trong Giáo hội lấy tiền. Trong suốt triều Giáo hoàng của ông quân Saracen bị đánh bại.
Vào năm 1020, ông đã kết hiệp với hoàng đế của Bamberg để đánh đuổi người Hồi giáo đang chiếm lấy miền Nam Ý.
Benedictus VIII quan tâm đến việc canh tân Giáo hội và củng cố luật sống độc thân cho hàng tu sĩ nam nữ. Ông đặt các luật lệ chống tội mại thánh và thách đấu kiếm tay đôi và chỉ thị các giáo sĩ không được lập gia đình. Benedictus VIII đã công khai nổi giận về tác phong giáo sĩ và ra lệnh tất cả con cái của các linh mục và tu sĩ bị xuống cấp, làm tôi mọi.
Ông cũng là người đã ủng hộ dòng Cluny. Năm 1016, Đức Benedictus VIII tuyên bố: Cluny "được tự do, thong dong mọi đàng, đối với các vua, các Giám mục và các công tước, chỉ phải thần phục Thiên Chúa, Thánh Phêrô và Đức Giáo hoàng mà thôi!".
Trong triều đại của ông có ngụy Giáo hoàng Gregorius, 1012. Ông qua đời vào ngày 09.4.1024. Người kế vị Giáo hoàng chính là em ruột của ông và lấy danh hiệu Gioan XIX.